# Testi dei sarcofagi
I testi dei sarcofagi sono formule funerarie, riportanti rituali magico-religiosi, scritte principalmente su sarcofagi prodotti tra il Primo periodo intermedio (2180 - 2055 a.C.) e la fine del Medio Regno (2055 - 1650 a.C.). 

## Storia e caratteristiche
Derivati dai più arcaici Testi delle piramidi, i quali venivano scolpiti sulle pareti delle sepolture dei faraoni e dei loro famigliari, se ne differenziano perché sono scritti su sarcofagi lignei; altra innovazione è rappresentata dal fatto che esprimono desideri e timori del defunto. In questo modo, ogni egizio in grado di farsi inumare in un sarcofago aveva accesso a queste formule magiche: a differenza dell'Antico Regno, il faraone non aveva più l'esclusiva sulla vita eterna. I Testi dei sarcofagi costituiscono inoltre un importante passaggio per l'evoluzione dei testi sacri della religione egizia: evoluzione che porterà al ben più tardo del Libro dei morti. 

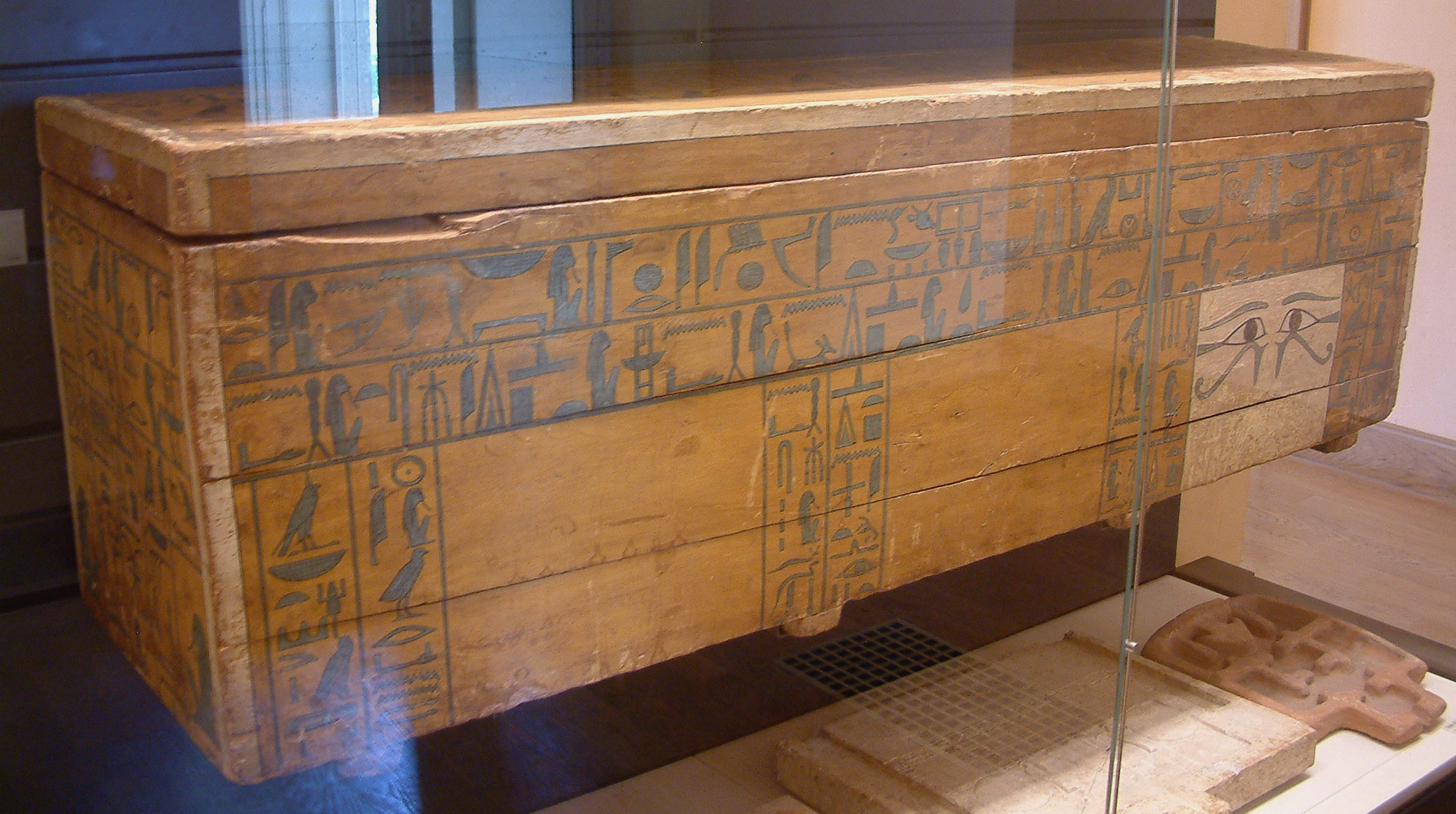
Sarcofago esterno del cancelliere Nakhti (XII dinastia, 1950-1900 a.C.), rinvenuto ad Asyut. Museo del Louvre

Dopo il Primo periodo intermedio, spesso descritto come un'epoca oscura per la civiltà del Nilo, la comparsa di questi Testi è sintomo dell'uscita della civiltà egizia da un lungo periodo di anarchia politica e religiosa dovuta alle lotte sociali e politiche che, iniziate alla fine dell'Antico Regno con la caduta della VI dinastia egizia, ebbero notevole influsso sulla religione e sui riti.
Durante l'epilogo della VI dinastia, mentre il potere del sovrano andava sempre più indebolendosi, gli si erano contrapposti i sempre più ricchi e potenti governatori locali; questo dualismo portò al crollo economico dell'Egitto e alla democratizzazione dei rituali funebri. Quest'ultimo sviluppo sembrò più legato alla speculazione religiosa che ad autentico rinnovamento perché consentì ai nobili ed ai semplici cittadini di aspirare alla rinascita, ma solo se potevano permettersi le sontuose e onerose spese funerarie.
Nacquero nel Medio Regno nuovi princìpi religiosi come l'uguaglianza degli uomini davanti alla divinità, l'eguale possibilità per tutti di rinascere e la colpa.
Per aiutare il defunto a superare gli ostacoli del cammino verso l'Aldilà (Duat) furono trascritti sui sarcofagi, come in un manuale, i regali e dogmatici Testi delle piramidi. Questi furono copiati anche sui papiri deposti insieme alla salma affinché le formule magiche fossero ancor più vicine al defunto e quindi più potenti.
Il sarcofago, che nei testi egizi si chiamava neb ankh ossia possessore di vita, era ovviamente elemento indispensabile nel rituale funebre poiché doveva proteggere le spoglie mortali per l'eternità: ben lungi dall'essere considerato una semplice cassa per resti mortali, era anzi guardato come un oggetto magico. Il coperchio rappresentava il cielo, il fondo simboleggiava la terra e i lati indicavano i quattro punti cardinali. Il defunto giaceva con la testa a nord, il volto rivolto verso oriente ove il sole nasceva rigenerato e in corrispondenza degli occhi erano disegnati, sul sarcofago, due udjat che gli consentivano di guardare all'esterno, per non perdere il contatto con il mondo reale. Esso era, come madre della rinascita, identificato nella dea Nut, così come recita la formula 44, dei Testi dei sarcofagi, declamata dal sacerdote celebrante il rito funebre:
«Io ti ho racchiuso tra le braccia di tua madre Nut.» 

## Esempi
Parecchi sarcofagi sono andati perduti per deperimento del legno, o perché rubati o bruciati dai profanatori di tombe; dei molti tuttavia sopravvissuti, i più noti (recanti i Testi) sono:
- Il sarcofago di Khnumhotep in legno (Medio Regno). Le formule invocavano offerte funerarie al defunto, richieste di protezioni divine; compaiono per la prima volta gli udjat.
Vi era dipinta una Falsa porta all'esterno del sarcofago che permetteva al ba del defunto di uscire e l'insieme dei geroglifici riproduce l'abitazione che servirà al defunto nell'Aldilà mentre tutte le formule mirano ad assicurare una vita piacevole nel Duat
- Il sarcofago di Mereru che è forse quello meglio decorato perché gli splendidi geroglifici azzurri sono disegnati con cura e molto simili, nello stile, a quelli dei Testi delle piramidi.
- Il sarcofago di Iger risalente alla XII dinastia. È interamente decorato e coperto di iscrizioni in ieratico di colore nero, per imitare il papiro (comunque, per formule particolarmente significative veniva generalmente impiegato il colore rosso).
Elenca, nel testo, una gran quantità di beni accessori necessari al defunto per poter vivere nell'Aldilà e raffigura un gran numero di portatori con scorte di acqua e cibo.
Risulta quindi evidente che i dipinti e i testi riguardino quasi esclusivamente il defunto, a differenza dei dogmatici Testi delle piramidi che trattavano principalmente di divinità.
- I sarcofagi di El Bersha, località famosa per la produzione dei feretri, presentavano la mappa degli inferi, con i suoi pericoli, e i Testi consigliavano il modo per superarli.
- Il sarcofago di Senbi (trattasi in realtà di tre sarcofagi appartenenti a tre individui diversi, chiamati Senbi e seppelliti nella medesima tomba). Presenta una ricca decorazione a facciata di palazzo, gli udjat, la porta di accesso e la seguente citazione:

Le offerte necessarie:
migliaia di buoi e di uccelli e ogni cosa buona e pura
per il ka del venerato,
il governatore Senbi, giustificato.
- Il sarcofago di Khuy che reca sul lato destro, accanto agli udjat, l'immagine del defunto insieme al suo cane, evidentemente così tanto amato da ritenerlo indispensabile nella futura rinascita.

Inoltre reca scritta la formula dell'offerta hotep di nesu ossia un'offerta che il re concede. Questa veniva usata spesso perché solo il sovrano poteva fare offerte alle divinità. Così egli chiedeva ad Osiride di garantire per l'eternità al Ka del defunto i beni necessari per la sua seconda vita.
Un comune esempio di formula è (tratto dalla stele conservata al British Museum di Londra BM EA 558):
| M23 | t · R4 | X8 | Q1 | D4 · nb | R11 | D46 · O49 · Z1 | w | nTr | O29 · nb | U23 | b | N26 · O49 |

ḥtp-di-nsw 3sir nb ḏdw nṯr ˁ3 nb 3bḏw
Un'offerta che il re dà a Osiride, il signore Djedu, il grande dio, il signore di Abido.

| D37 · f | O3 | F1 · H1 | V6 · S27 |

di=f prt-ḫrw t ḥnḳt k3 3pd šs mnḫt
... Affinché egli [il defunto] possa fare un'offerta di pane, birra, bovini, uccelli, (vasi) di alabastro, abiti.

| Aa1 · t · nb | nfr | D60 | S34 · t | nTr | i | m |

ḫt nb(t) nfr(t) wˁb(t) ˁnḫt nṯr im
... e di ogni cosa buona e pura di cui vive un dio.

| n · D28 · Z1 · n | i | F39 · Aa1 | k | i | i |

n ḳ3 n im3ḫ(w) ḳy
... per il ka del venerato Key.

Nell'insieme sono state catalogate circa 1185 formule che costituiscono una vera e propria guida per raggiungere l'Amenti, attraverso il quale "colui che appartiene a Osiride", cioè il defunto, accedeva alle stelle con "quelli che non muoiono" ove l'anima rinasceva in uno stato divino nei Campi di Iaru (formula 464). Alcune delle formule sono invocazioni alle divinità protettrici dei morti tra le quali Osiride, Iside, Nefti, Anubi, Neith, Geb, Apopi e la sopracitata Nut. Anche i figli di Horo, protettori dei vasi canopi, erano invocati affinché al defunto non mancasse nulla dei beni necessari alla nuova vita.

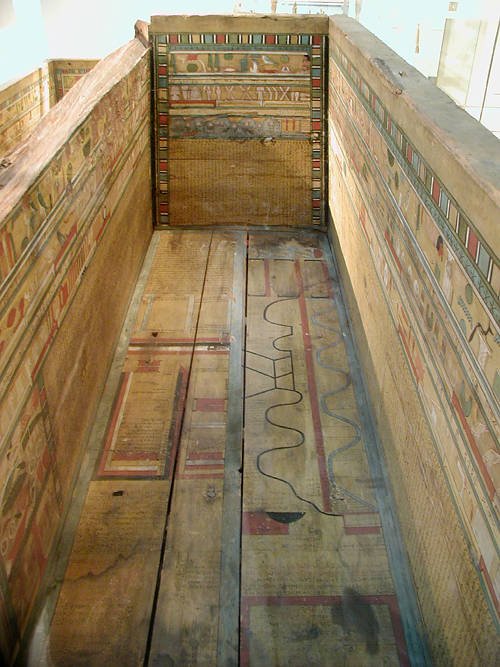
Mappa dell'aldilà all'interno del sarcofago ligneo di Gua (XII dinastia), rinvenuto a Deir el-Bahari. British Museum

Nell'elenco delle offerte poteva anche comparire il gioco del senet, che rappresentava il legame tra la morte, come defunto che gioca, e la vita, come avversario vivente (formula 405).
Altri argomenti dei Testi, oltre alle formule rituali, sono:
- l'ascesa al cielo del Ba sotto forma di uccello (formula 268-295);
- il pericolo di rinascere, invece che tra le stelle, in oggetti o animali (formula 290);
- Apopi e la sua guerra contro il Sole (simbolo del bene);
- il giudizio del ba (psicostasia);
- la cosmogonia;
- descrizioni dei Campi di Iaru o di Hotep, paradiso dell'abbondanza (formula 464);
- la storia di Osiride punto da una pulce;
- la storia di Horo e del maiale;
- il Libro delle Due Vie (varie formule da 1100 a 1110)

Nei testi generalmente più usati il defunto ricordava i propri meriti, augurandosi di rimanere vivo nella memoria di chi gli avesse portato offerte. Altre formule parlano delle confessione negativa ossia l'elenco delle colpe non commesse dal defunto e che si svilupperà, poi, nei sacri papiri del Nuovo Regno; riti e formule magiche, pur essendo sempre praticati con fervore, lasciarono quindi spazio alle virtù personali del defunto: forse, nel dubbio sulla riuscita dei rituali magici, si cominciò a ritenere che fosse meglio avere dalla propria parte, al momento del trapasso, anche i meriti di una vita ben spesa come ulteriore assicurazione per conseguire la vita eterna.